# Moștenire de Crăciun
Moștenire de Crăciun (titlu original: Christmas Inheritance) este un film canadian de Crăciun din 2017 regizat de Ernie Barbarash.  Rolurile principale au fost interpretate de actorii Eliza Taylor, Jake Lacy și Andie MacDowell. Filmul a fost lansat pe Netflix la 15 decembrie 2017.

## Prezentare
Filmul o prezintă pe Taylor ca o moștenitoare răsfățată din New York, trimisă într-un mic oraș din New England, cu resurse limitate pentru a testa dacă este gata să preia compania tatălui ei. Când circumstanțele o blochează, experiențele ei cu orășenii îi oferă o nouă perspectivă asupra vieții și privilegiilor ei, ducând în același timp la o relație romantică cu managerul hanului local.

## Distribuție
- Eliza Taylor - Ellen Langford
- Jake Lacy - Jake Collins
- Andie MacDowell - Debbie Collins
- Michael Xavier - Gray Pittman
- Neil Crone - Jim Langford
- Anthony Sherwood - Uncle Zeke Langford/Santa
- Bill Lake - Captain Williams
- Martin Roach - Sheriff Paul Greenleaf
- Joanna Douglas - Cara Chandler
- Mikayla Radan - Olivia "Livvy" Chandtler
- Lori Hallier - Alice
- Mag Ruffman - Kathy Martin
- Lindsay Leese - Mrs. Worthington
- Telysa Chandler - Annabelle
- John Tench - Baxter